# م. مؤدب‌پور
م. مؤدِب‌پور (زاده ۱۳۳۷) با نام اصلی سید مرتضی مودب‌پور از نویسندگان رمان‌های معاصر فارسی‌ زبان ایرانی است. مرتضی مودب‌پور نویسنده‌ی ایرانی است که به‌خاطر رمان‌های عامه‌پسند و داستان‌های عاشقانه شهرت دارد و آثارش در بین مخاطبان ایرانی محبوبیت زیادی دارد. از جمله آثار معروف او می‌توان به رمان‌های شیرین، پریچهر، یلدا و رکسانا اشاره کرد. سبک نوشتاری او بیشتر بر داستان‌های احساسی و عاشقانه با درون‌مایه‌های اجتماعی و گاهی تراژیک تمرکز دارد.

## زندگی‌نامه
وی فعالیت نویسندگی خود را از سال ۱۳۷۸ خورشیدی آغاز نمود و در زمینهٔ «رمان» به خلق آثاری چون پریچهر، یاسمین، یلدا، گندم، رکسانا، خواستگاری یا انتخاب و شیرین پرداخته‌است. اطلاعات موثقی از وی در دست نیست چرا که هرگز مصاحبه‌ای انجام نداده‌است.
به روایتی همسر وی ماندانا معینی (زاده ۱۳۴۲) است که وی نیز به کار نویسندگی مشغول بوده‌ است، حاصل ازدواجشان فرزندی به نام فربد است که طراح جلد کتاب های وی نیز می‌باشد. در سال ۱۳۸۳ فیلم سینمایی «انتخاب» با بازی ماهایا پطروسیان، مهران غفوریان و فتحعلی اویسی ساخته و به روی پردهٔ سینماها رفت ولی توفیق آنچنانی نداشت و منجر به یک شکست مالی محض برای عوامل فیلم شد؛ و دلیل آن نیز، چیزی جز یک فریب از سوی عوامل فیلم برای ترغیب این نویسنده برای نوشتن فیلمنامه و شرکت در این فیلم بود. وی در کتاب خواستگاری یا انتخاب دربارهٔ این موضوع کاملاً توضیح داده‌است. او اصلاً تمایلی به دیده شدن ندارد و تصویر او در هیچ رسانه‌ای پخش نشده‌است.

## آثار
- گندم
- یاسمین
- یلدا
- شیرین
- پریچهر
- رکسانا[۳]
- خواستگاری یا انتخاب
- شب‌پره‌ها
- کژال
- انزوا
- چند روز ابری...
- ننه سرما
- بوی نا
- نخل های مردابی
- آن تابستان
- دریا
- پس کوچه های سکوت